# تپه گورستان آقبلاغ
تپه قبرستان آقبلاغ مربوط به هزاره اول قبل از میلاد است و در شهرستان نمین، بخش آبی بیگلو، روستای آق بلاغ واقع شده و این اثر در تاریخ ۱۰ دی ۱۳۸۱ با شمارهٔ ثبت ۶۶۹۴ به‌عنوان یکی از آثار ملی ایران به ثبت رسیده است.